# Art Directors Guild Hall of Fame
L’Art Directors Guild Hall of Fame est une récompense cinématographique américaine décernée chaque année depuis 2005 par l'Art Directors Guild, afin d'honorer les contributions des « chefs décorateurs » et « directeurs artistiques » du passé.

## Récipiendaires
| Années 2000 | Lauréats                                                                                                  | Années 2010 | Lauréats                                           |
| ----------- | --- | ----------- | -------------------------------------------------- |
|             | | 2010        | Malcolm F. Brown Bob Keene Ferdinando Scarfiotti   |
|             | | 2011        | Alexander Golitzen Albert Heschong Eugene Lourie   |
|             | | 2012        | Robert Boyle William Darling Alfred Junge          |
|             | | 2013        | Preston Ames Richard MacDonald Edward S.Stephenson |
|             | | 2014        | Robert Clatworthy Harper Goff J. Michael Riva      |
| 2005        | Wilfred Buckland Richard Day John DeCuir Anton Grot Boris Leven William Cameron Menzies Van Nest Polglase | 2015        |                                                    |
| 2006        | John Box Hans Dreier Cedric Gibbons Jan Scott Alexandre Trauner                                           | 2016        |                                                    |
| 2007        | Hilyard M. Brown Henry Bumstead Carroll Clark Stephen Goosson Harry Horner                                | 2017        |                                                    |
| 2008        | Edward Carfagno Stephen B. Grimes Dale Hennesy James Trittipo Lyle R. Wheeler                             | 2018        |                                                    |
| 2009        | John Meehan Joseph McMillan Johnson Ted Haworth Romain Johnston Harold Michelson                          | 2019        |                                                    |